# Lycaeides sabina
Lycaeides sabina är en fjärilsart som beskrevs av Franz Dannehl 1933. Lycaeides sabina ingår i släktet Lycaeides och familjen juvelvingar. Inga underarter finns listade i Catalogue of Life.